# Альфред Кельман
Альфред Кельман (англ. Alfred R. Kelman; нар. 17 травня 1936, Бронкс, Нью-Йорк) — американський кіно- та телевізійний продюсер, режисер, найбільш відомий за телесеріалом компанії Сі Бі Ес (CBS) «Тіло людини» (The Body Human) та телевізійною версією «Різдвяної Керол» (A Christmas Carol).

## Біографія
Альфред Кельман народився 17 травня 1936 у Нью-Йорку, у сім'ї єврейських емігрантів з Польщі Лоуренса та Лори Кельман. У 1954—1958 відвідував Бостонський університет, під час навчання працював менеджером на радіостанції WBUR, навчаючи майбутніх дикторів та проводячи підготовку персоналу у традиціях відомого письменника та драматурга Нормана Корвіна. У 1960—1962 продовжив вивчення поп-культури та масових комунікацій. У 1962 був найнятий бостонським телеканалом WBZ-TV як телевізійний продюсер та режисер. У другій половині 1960-х Кельман, будучи продюсером та режисером на телебаченні, уклав угоду з молодим лікарем Робертом Ф'юїшем (Robert E. Fuisz), після чого розпочалось транслювання медичних телевізійних програм Medical Knowledge For Man та 60 half hours. У 1965 Альфред Кельман був номінований на нагороду за видатні документальні фільми Academy Award for Outstanding Feature Documentary — за кінофільми, що випускалася ним на телеканалі WBZ-TV, такі як «Обличчя Генія» (The Face of Genius), «Життя Юджина О'Ніла» (The life of Eugene O'Neill) та ін. У 1968 покинув телебачення та став головою корпорації Медком (Medcom, Inc.), що спеціалізувалася на медичній освіті та проводила тренінги персоналу.
У 1976 Кельман співпрацював з Томасом Муром (Thomas W. Moore), який пізніше став президентом компанії Tomorrow Entertainment. В цьому ж році утворилася спільна компанія The Tomorrow Entertainment/Medcom Co., співзасновниками якої стали Кельман, Ф'юїш та Мур. В цьому ж році компанія випустила документальний серіал «Людське тіло» (The Body Human) під егідою Сі Бі Ес Ентертейнмент (CBS Entertainment).
У 1982 Кельман та Ф'юїш співпрацювали з компанією Ен Бі Сі (NBC), що дозволило їм протягом 20 років випускати фільми та серіали для телебачення.
Протягом 2003-2009 років Кельман був зайнятий діяльністю у громадському секторі. Сьогодні працює сценаристом.

## Особисте життя
Альфред Кельман з 1970 одружений з Дженіс Маргарет Легг (Janice Marguerite Legg). Син — Нік Кельман (Nic Kelman), сценарист та новеліст.

## Нагороди
| Рік  | Нагорода                             | Результат | Категорія |
| ---- | ------------------------------------ | --------- | --- |
| 1967 | Оскар                                | Номінація | Найкращий документальний фільм («Обличчя генія») |
| 1978 | Еммі                                 | Перемога  | Найкращий документальний серіал (Людське тіло: Чудові місяці) (The Body Human: The Miracle Months) (1977), Людське тіло: Червона річка (The Body Human: The Red River) (1978), Людське тіло: Життєвий зв'язок (The Body Human: The Vital Connection) |
| 1979 | Еммі                                 | Перемога  | Видатні програмні досягнення (Життєва лінія) (Lifeline) |
| 1979 | Еммі                                 | Номінація | Найкраща інформаційна програма (Людське тіло: Статі) (The Body Human: The Sexes) |
| 1980 | Еммі                                 | Перемога  | Найкраща інформаційна програма (Людське тіло: Магічне почуття) (The Body Human: The Magic Sense) |
| 1980 | Еммі                                 | Номінація | Найкраща інформаційна програма (Людське тіло: Краса тіла) (The Body Human: The Body Beautiful) |
| 1980 | Приз Американської гільдії режисерів | Перемога  | Видатні режисерські досягнення у документалістиці (Людське тіло: Магічне почуття) (The Body Human: The Magic Sense) |
| 1981 | Еммі                                 | Перемога  | Найкраща інформаційна спеціалізована програма (Людське тіло: Прорив у біоніці) (The Body Human: The Bionic Breakthrough) |
| 1981 | Еммі                                 | Номінація | Найкраща інформаційна спеціалізована програма (Людське тіло: Статі. Частина 2) (The Body Human: The Sexes II) |
| 1981 | Приз Американської гільдії режисерів | Перемога  | Видатні режисерські досягнення у документалістиці (Людське тіло: Краса тіла) (The Body Human: The Body Beautiful) |
| 1982 | Еммі                                 | Перемога  | Видатні особисті досягнення (режисерська робота) (Людське тіло: Процес кохання — Жінки) |
| 1982 | Еммі                                 | Номінація | Найкращий пізнавальний фільм для дітей (Людське тіло: перетворення в жінку) (The Body Human: Becoming a Woman) |
| 1982 | Еммі                                 | Номінація | Найкращий пізнавальний фільм для дітей (Людське тіло: перетворення в чоловіка) (The Body Human: Becoming a Man) |
| 1982 | Еммі                                 | Номінація | Видатні особисті досягнення (режисерська робота) (Людське тіло: Процес кохання — Чоловіки) (The Body Human: The Loving Process — Men) |
| 1982 | Еммі                                 | Номінація | Видатні програмні досягнення (Людське тіло: Процес кохання — Жінки) (The Body Human: The Loving Process — Women) |
| 1982 | Еммі                                 | Номінація | Видатні програмні досягнення (Людське тіло: Процес кохання — Чоловіки) |
| 1983 | Еммі                                 | Перемога  | Видатні індивідуальні досягнення — створення інформаційних програм (Людське тіло: Життєвий код) |
| 1983 | Еммі                                 | Перемога  | Найкраща спеціальна інформаційна програма (Людське тіло: Життєвий код) |
| 1984 | Еммі                                 | Номінація | Найкраща спеціальна інформаційна програма (Людське тіло: Подорож всередину) (The Body Human: The Journey Within) |
| 1984 | Приз Американської гільдії режисерів | Номінація | Видатні режисерські досягнення у документалістиці (Людське тіло) («The Body Human») |
| 1985 | Приз Американської гільдії режисерів | Перемога  | Видатні режисерські досягнення у документалістиці (Людське тіло: Подорож всередину) (The Body Human: The Journey Within) |

## Фільми та серіали
- The Face of a Genius (Обличчя Генія) (документальний фільм, 1966) (продюсер)
- The Body Human: The Miracle Months (Людське тіло: Місяці дива) (документальний телевізійний фільм, 1977) (продюсер)
- The Body Human: The Vital Connection (Людське тіло: життєвий зв'язок) (документальний телевізійний фільм, 1978) (продюсер)
- The Body Human: The Red River (Людське тіло: Червона Ріка) (документальний телевізійний фільм, 1978) (продюсер)
- The Body Human: The Sexes (Людське тіло: Статі) (документальний телевізійний фільм, 1979) (продюсер)
- The Body Human: The Magic Sense (Людське тіло: Магічне відчуття) (документальний телевізійний фільм, 1979) (продюсер)
- Lifeline (Життєва лінія) (документальний телесеріал, 1978—1979) (продюсер)
- The Body Human: The Body Beautiful (Людське тіло: Краса тіла) (документальний телевізійний фільм, 1980) (продюсер)
- The Body Human: Facts for Girls (Людське тіло: Факти для дівчат) (документальний короткометражний фільм, 1980) (продюсер)
- The Body Human: The Sexes II (Людське тіло: Статі. Частина 2) (документальний телевізійний фільм, 1980) (продюсер)
- The Body Human: Facts for Boys (Людське тіло: Факти для хлопців) (документальний короткометражний фільм, 1980) (продюсер)
- The Body Human: The Bionic Breakthrough (Людське тіло: Прорив у біоніці) (документальний телевізійний фільм, 1981) (продюсер)
- The Body Human: Becoming a Man (Людське тіло: Як стають чоловіками) (документальний короткометражний фільм, 1981) (продюсер)
- The Body Human: Becoming a Woman (Людське тіло: Як стають жінками) (документальний короткометражний фільм, 1981) (продюсер)
- The Body Human: The Loving Process — Women (Людське тіло: Процес кохання — жінки) (телевізійний фільм, 1981) (продюсер)
- The Body Human: The Loving Process — Men (Людське тіло: Процес кохання — чоловіки) (телевізійний фільм, 1981) (продюсер)
- The Body Human: The Journey Within (Людське тіло: Подорож всередину) (документальний телевізійний фільм, 1984) (продюсер)
- To Catch a King (Спіймати короля) (телевізійний фільм, 1984) (продюсер)
- A Christmas Carol (Різдвяна Керол) (телевізійний фільм, 1984) (продюсер)
- The Last Days of Patton (Останні дні Паттона) (телевізійний фільм, 1986) (продюсер)
- The Ted Kennedy Jr. Story (Історія Теда Кеннеді-молодшого) (телевізійний фільм, 1986) (продюсер)
- A Special Friendship (Особлива дружба) (телевізійний фільм, 1987) (продюсер)
- Napoleon and Josephine: A Love Story (Наполеон та Жозефіна: Історія кохання) (телевізійний мінісеріал, 1987) (продюсер)
- Inside the Sexes (Як влаштовані статі) (документальний телевізійний фільм, 1988) (виконавчий продюсер)
- Onassis: The Richest Man in the World (Онассіс: Найбагатша людина у світі) (телевізійний фільм, 1988) (продюсер)
- The Plot to Kill Hitler (Змова проти Гітлера) (телевізійний фільм, 1990) (продюсер)
- Amy Fisher: My Story (Емі Фішер: Моя історія) (телевізійний фільм, 1992) (виконавчий продюсер)
- Labor of Love: The Arlette Schweitzer Story (Праця кохання: Історія Арлетт Швайцер) (телевізійний фільм, 1993) (виконавчий продюсер)